# Schütze Arsch im letzten Glied
Schütze Arsch im letzten Glied ist eine Redewendung im deutschsprachigen Raum. Sie bezeichnet eine Person, in der Regel einen Mann, der Demütigung, ungerechte oder schlechte Behandlung erfährt oder generell eine niedrige hierarchische Stellung ohne Einfluss hat.
Die Redewendung leitet sich aus dem militärischen Kontext ab. Schütze ist ein Synonym für Soldat und bezeichnet in den deutschen Armeen den niedrigsten Dienstrang. Das „letzte Glied“ deutet die Position an letzter Stelle in der Formation an („das Letzte sein“). Das abwertende Wort Arsch wird hier als Eigenname verwendet und unterstreicht den Zustand der Machtlosigkeit. Auch die allein auf „Schütze Arsch“ verkürzte Form ist gebräuchlich. In der Psychologie von Gruppen ist dies die ω-Position.
Beispiele:
- „Eine Sache ist es, den Krieg als Leutnant oder General mitzumachen, Paul, eine andere, als Schütze Arsch nichts anderes als Kanonenfutter zu sein.“[2]
- „Entweder dein Chef kann dich leiden, dann kommst du vielleicht mal auf die Liste. Mag er dich nicht, dann bleibst du ewig Schütze Arsch im letzten Glied.“[3]